# عائشة المانع
عائشة المانع (1942) ناشطة سعودية مهتمة بحقوق المرأة من وجهة نظر مؤيديها، ومعادية للقيم ومحرضة من وجهة نظر معارضيها ومخالفيها. أبرز أعمالها حملات للمطالبة بالسماح للمرأة بقيادة السيارة. كما أنها تعمل كمديرة الخدمات المساندة لمستشفيات المانع العامة بالمنطقة الشرقية وعضو مؤسس من أعضاء مجلس الأمناء بكلية محمد المانع للعلوم الطبية، كما أنها عميدة كلية محمد المانع للعلوم الطبية. كما أنها رئيسة مجلس إدارة مؤسسة روافد المسجلة في لبنان والتي تهتم بدعم وتوجيه الطلبة لدراسة التخصصات الصحية. شاركت عائشة المانع في ثلاث حملات مختلفة للمطالبة بقيادة المرأة للسيارة في السعودية. كانت الأولى إبان حرب الخليج الثانية عام 1990 -عندما كانت السعودية في حرب الخليج-، ثم شاركت بعدها في حملتين عامي 2011 و2013.

## معلومات أساسية
وُلدت عائشة المانع عام 1948 في مدينة الخبر بالمملكة العربية السعودية. حين كانت في الصف السادس الابتدائي، دفعها أبوها محمد المانع للقيام بدور مديرة المدرسة الابتدائية نظراً لشح الكوادر النسائية في المنطقة أنذاك. وعلى الرغم من أنها لم تقم بهذا العمل إلا لعام واحد، إلا أن هذه التجربة جعلت منها أولى النساء السعوديات التي تعمل كمديرة مدرسة في السعودية.

## التعليم
بعد أن أنهت عائشة المانع دراسة وحفظ القرآن الكريم في مدرسة الكتاب، سافرت مع أبيها إلى مصر، حيث أكملت دراسة المرحلة الابتدائية. ثم غادرت بعدها إلى بيروت حيث نالت شهادة المرحلة الثانوية. وواصلت تعليمها في لبنان حيث درست علم الاجتماع في الجامعة الأمريكية ببيروت، وبعدها واصلت التعليم في الولايات المتحدة الأمريكية، حيث نالت شهادة البكالوريوس في علم الاجتماع من جامعة أوريغون  في عام 1971. وأما بالنسبة للدراسات العليا، فقد حصلت على شهادة الماجستير من جامعة أريزونا ، ثم شهادة الدكتوراه من جامعة كولورادو في عام 1981.

## أسبقيات في حياة عائشة المانع
- أول امرأة سعودية تعمل كمديرة مدرسة في مدينة الدمام [6][7]
- أول امرأة سعودية تصبح مديرة إشراف لدى وزارة العمل والشؤون الاجتماعية بالمنطقة الشرقية.
- أول امرأة سعودية تشارك في ثلاث حملات مختلفة للمطالبة بقيادة المرأة للسيارة (1990، 2011، 2013)
- أسست أول شركة نسائية بالمملكة «الشركة الخليجية للإنماء» عام 1985، والهدف من الشركة هو تقديم التعليم الفني والتقني والحاسب الآلي للبنات [6]
- عام 1990 أصبحت أول امرأة سعودية تتولى إدارة مستشفى في المملكة حين تولت إدارة الخدمات المساندة في مجموعة مستشفيات المانع في المنطقة الشرقية [8]
- عائشة المانع أول امرأة تؤسس كلية للعلوم الصحية في المملكة العربية السعودية، حيث أسست كلية محمد المانع للعلوم الصحية [6]

## المطالبة بقيادة السيارة
كانت عائشة المانع إحدى 46 امرأة نظمن حملة في الرياض للمطالبة بالسماح بقيادة المرأة للسيارة. كان ذلك يوم 6 نوفمبر من العام 1990. أرسلت النساء خطاباً لسلمان بن عبد العزيز آل سعود أمير إمارة الرياض حينئذٍ، الملك الحالي للملكة العربية السعودية، يطالبنه فيه هو وخادم الحرمين الشريفين الملك فهد بن عبد العزيز آل سعود بأن يرفعا حظرَ قيادة السيارات عن النساء والسماح لهن بذلك. وقد قادت النساء سياراتهن على شكل مسيرة حتى أوقفتهن الشرطة. كتبت عائشة المانع مع الدكتورة حصة آل الشيخ وغيرهن عن تجاربهن في كتاب السادس من نوفمبر الذي صدر عام 2011. كما استوحى الروائي سعد الدوسري حبكة روايته الرياض- نوفمبر 90. وقد تعرض أغلب المشاركات في هذه الحملة لعقوبات مختلفة كالمنع من السفر أو الإبعاد عن الوظائف الحكومية.

## الانتقادات
- الاتهام بتخابرها مع جهات أجنبية بسبب اختيارها لظرف حالك أثناء الحرب لمطالبة بالقيادة.[12]

- اعتراضها على قرار إلزام المذيعات السعوديات ارتداء العباءة.[بحاجة لمصدر]

## أعمالها
- في 8 في عام 2011، عملت عائشة المانع على تعديل بعض الأنظمة المتعلقة بولاية الرجل على المرأة عن طريق إقامة ورش عمل حول الولاية الشرعية في الرياض وجدة والخبر.[6]
- في عام 2013، شاركت عائشة المانع في مؤتمر حول مفهوم الإرث في الإسلام، والذي من أهدافه المطالبة بقضاء مستقل لضمان حق النساء في الوراثة.[13] يقول القائمون على المؤتمر بأن بعض النساء في السعودية يتعرضن لضغوطات من أهاليهن أو أقاربهن أو معارفهن أو غيرهم للتنازل عن أموال ورثنها ليتسنى للورثة الذكور تقسيم الأموال بينهم. وبحسب رأي عائشة المانع فيعتبر ذلك من أهم أسباب الخلافات العائلية.[13]
- تعمل عائشة المانع بشكل دائم على تعديل الأنظمة التي ترى فيها هضماً أو إجحافاً لحقوق النساء في السعودية. كمثال على ذلك، ساهمت في السماح للنساء السعوديات بالمشاركة في انتخابات للعضوية في مجالس الغرف التجارية في 2014. كما أنها عملت على إصلاح الخدمات الصحية.[6]
- كما دعت إلى اسقاط الولاية عن المرأة، بهدف «إزالة التبعية» على الآخر والقضاء على العنف. [14]

## دعم تعليم النساء
لعائشة المانع الأوقاف التالية التي تدعم تعليم البنات والنساء:

### برنامج عائشة المانع للصحة العالمية
أسست عائشة المانع برنامجاً للمنح الدراسية إلى جامعة أوريغون، حيث حصلت على شهادة البكالوريوس. يوفر البرنامج منحاً للنساء السعوديات الراغبات في دراسة العلوم الصحية ويتكفل بكافة أقساط الجامعة، كما يدعم أبحاث أعضاء هيئة التدريس ويوفر ورش العمل وغير ذلك.

### وقف عائشة المانع للنساء في التمريض والعلوم الصحية
يدعم هذا الوقف تعليم النساء في مجالات التمريض والعلوم الصحية، وذلك يتضمن الدراسات العليا في العلوم الصحية أو الطبية في الجامعة الأمريكية ببيروت. الأولوية في هذا البرنامج للنساء السعوديات، فإن لم يتوفر عدد كاف من السعوديات فمن الممكن أن يشمل الدعم النساء من دول عربية أخرى.

## اعتقالها
في مايو/أيار 2018 اعتُقِلَت مع ناشطات سعوديات أخريات مثل لجين الهذلول، إيمان آل نفجان، عزيزة اليوسف ومديحة العجروش، واثنان من نشطاء حقوق المرأة،  ثم أُطلق سراح عائشة المانع ومديحة العجروش بعد بضعة أيام. 